# Skogs- och lantbrukstjänstemannaförbundet
Skogs- och Lantbrukstjänstemannaförbundet, SLF, var ett fackförbund inom TCO som organiserade tjänstemän inom lantbruk, virkesmätning, golf, naturbrukgymnasier samt Studiefrämjandet, Jägareförbundet och 4H.
Förbundet fusionerade med Unionen i juni 2019.